# Gammelborg (Fyn)
 For alternative betydninger, se Gammelborg. (Se også artikler, som begynder med Gammelborg)
Gammelborg er et voldsted nær Vindinge vest for Nyborg på Fyn. Anlægget stammer fra jernalderen i 400- og 500-tallet, men blev også brugt i vikingetiden. Anlægget består af jordvolde der omkranser omkring 3,5 ha. Oven på jordvoldene har der været træpalisade da borgen blev brugt. Borgen er omgivet af Vindinge Å på tre sider, hvilket er et godt forsvarsmæssigt udgangspunkt. I 1600-tallet er der beretninger om, at man stadig kunne se båd volden og den omgivne voldgrav.
Fæstningen blev afløst sandsynligvis af Nyborg Slot, som fik dette navn, da det var den "nye" borg. Det blev opført omkring 1170. Herefter blev byen flyttet fra omkring Gammelborg til Nyborgs nuværende placering.
Voldanlægget blev genopdaget via luftfotos, der afslørede en cirkelformet formation. Området blev undersøgt af arkæologer fra Østfyns Museer i marts 2013, der ved hjælp af kulstof 14-datering blev dateret til den sene jernalder. Man fandt bl.a. trækul og spor af stolpehuller. Arkæologerne antager, at det har været en såkaldt tilflugtsborg, hvor borgere i området kunne søge ly med plads til op til 3.000 mennesker, hvis en fjende truede.
Nyheden om borgen kom i efteråret 2014 kort efter nyheden om fundet af en ny vikingeringborg ved Lellinge på Sjælland kaldet Vallø Borgring.